# Хакола, Ристоматти
Ристоматти Юхани Хакола (фин. Ristomatti Juhani Hakola; род. 15 апреля 1991, Канкаанпяа, Турку-Пори) — финский лыжник, специализирующийся в спринте; двукратный серебряный призёр чемпионатов мира. Ранее — биатлонист.

## Карьера
Ристоматти Хакола впервые выступил на международных соревнованиях, проводящихся под эгидой FIS, в 2008 году в Вуокатти. Но его дебют оказался неудачным: в гонке с раздельным стартом на 15 км свободным стилем молодой лыжник занял 90-е место.
Выступал на чемпионате Европы 2011 года по биатлону: не дошёл до финиша юниорской индивидуальной гонки, был заявлен во взрослую эстафету, но команда Финляндии не вышла на старт, занял 38-е место в  юниорском спринте и стал 33-м в гонке преследования.
Наиболее успешно Хакола выступает в лыжегоночном спринте, однако финн принимает участие и в дистанционных видах программы. В 2015 году Ристоматти дебютировал на взрослом чемпионатах мира и добился хороших результатов в спринтерских соревнованиях, став девятым.
На домашнем чемпионате мира Хакола выступил только в спринте и сделал ещё один шаг вперёд: финн впервые вышел в финал на крупнейших соревнованиях, однако занял в нём последнее место.
На протяжении сезона 2017/18 финский лыжник показывал стабильные выступления и стал по итогам года пятым в спринтерском зачёте Кубка мира. На Олимпийских играх Хакола занял первое место в прологе спринта и дошёл до финальной стадии соревнований, однако гонщику не хватило сил в решающем забеге, и, как на домашнем чемпионате мира, он пересёк финишную черту шестым. В спринтерской эстафете Ристоматти выступил с Мартти Юльхя, но лыжники заняли только девятое место и не смогли побороться за медали. В марафонской гонке классическим стилем Хакола также остался без наград, став 43-м.
10 февраля 2019 года Ристоматти в паре с Ийво Нисканеном занял третье место в командном спринте на этапе Кубка мира в Лахти.
28 февраля 2021 года Хакола стал вице-чемпионом мира в командном спринте. 

## Результаты

### Олимпийские игры
| Олимпийские игры | Спринт | Командный спринт | 15 км | 15+15 км | 50 км | Эстафета |
| ---------------- | ------ | ---------------- | ----- | -------- | ----- | -------- |
| 2018 Пхёнчхан    | 6      | 9                | —     | —        | 43    | —        |

### Чемпионаты мира по лыжным видам спорта
| Чемпионат мира  | Спринт | Командный спринт | 15 км | 15+15 км | 50 км | Эстафета |
| --------------- | ------ | ---------------- | ----- | -------- | ----- | -------- |
| 2015 Фалун      | 9      | —                | —     | —        | 38    | —        |
| 2017 Лахти      | 6      | —                | —     | —        | —     | —        |
| 2019 Зефельд    | 15     | 7                | 29    | —        | —     | 4        |
| 2021 Оберстдорф | 16     | 2                |       | —        |       |          |